# Alvin Karpis
Alvin Karpis (10. august, 1907 – 26. august, 1979) var en gangster og bankrøver fra 1930'erne. Han lærte massemorderen Charles Manson at spille guitar.